# Kūh-e Sīāh
Kūh-e Sīāh (persiska: كوه سياه) är ett berg i Iran.   Det ligger i provinsen Markazi, i den centrala delen av landet, 200 km söder om huvudstaden Teheran. Toppen på Kūh-e Sīāh är 2 258 meter över havet, eller 350 meter över den omgivande terrängen. Bredden vid basen är 6,2 km.
Terrängen runt Kūh-e Sīāh är huvudsakligen kuperad. Runt Kūh-e Sīāh är det ganska glesbefolkat, med 25 invånare per kvadratkilometer. Närmaste större samhälle är Delījān, 13,9 km öster om Kūh-e Sīāh. Trakten runt Kūh-e Sīāh består i huvudsak av gräsmarker.